# European data format
Pour les articles homonymes, voir EDF (homonymie).
L’European Data Format (EDF) est un format de fichier informatique destiné au stockage de données médicales ou biologiques organisées en séries temporelles, comme des enregistrements de signaux physiologiques (électroencéphalogramme, électrocardiogramme, polysomnographie…).
Le format est un format ouvert et non propriétaire. Il permet de stocker des données avec différentes fréquences d'échantillonnage.

## Histoire
Le format EDF a été initié en 1987 par un groupe d’ingénieurs européens travaillant dans le domaine médical réunis pour le Congrès sur le Sommeil de Copenhague. Le format final fut publié officiellement en 1992 dans un article présentant ses spécifications. Le format EDF a d’abord été destiné à l’enregistrement de données de polygraphie du sommeil mais il a été rapidement utilisé pour le stockage d’autres types de polygraphie comme les électroencéphalogrammes. On le retrouve aujourd’hui utilisé par les principaux fabricants de matériel médical et il reste un format de prédilection pour l’échange de données dans les projets multricentriques regroupant de multiples équipes utilisant différents matériels. 
Un fichier au format EDF (extension habituelle : .edf) est constitué d’un en-tête contenant des métadonnée suivi par les données. L’en-tête est constitué de blocs de 256 caractères ASCII, le premier étant découpé en champs portant des informations sur le contenu et les conditions d’acquisition des données. Le reste du fichier contient les données proprement dites, avec pour chaque bloc, un descriptif et les valeurs numériques.
En 2003, une extension appelée EDF+ (edf plus) a été développée par le même groupe. L’EDF+ est une extension plus stricte et rétrocompatible de l’EDF. Elle permet de stocker des données discontinues et d’ajouter des annotations (au format UTF-8), des stimuli ou des événements en plus des données physiologiques. Cela en fait un format particulièrement adapté pour l’étude EEG des potentiels évoqués mais aussi pour des analyses combinant traitements numériques et manuels (telle l’identification des stades de sommeil). L’EDF+ corrige en outre quelques bugs du format EDF (bug de l'an 2000, codage).